# Campionat del Món de Trial 1986
La temporada de 1986 del Campionat del Món de trial fou la 12a edició d'aquest campionat, organitzat per la FIM. El calendari oficial constava de 12 proves puntuables, celebrades entre el 9 de març i el 24 d'agost.
Thierry Michaud va guanyar el seu segon títol consecutiu amb Fantic, aquesta vegada de forma molt més ajustada. Superats els problemes amb el prototip d'Honda de l'any anterior, Eddy Lejeune i Steve Saunders van presentar-li una forta oposició. Cadascun dels dos oficials d'Honda va obtenir quatre victòries al llarg del campionat, contra les tres de Michaud. Arribats a la darrera prova, Finlàndia, tots tres mantenien opcions al títol, especialment Michaud i Saunders, separats per només 5 punts. La victòria de Michaud i el tercer lloc de Saunders van permetre a l'occità revalidar el títol, amb només 10 punts de diferència sobre l'anglès.
Lejeune va quedar en tercera posició final i el quart va ser Jordi Tarrés, que aquella temporada va esdevenir el quart en discòrdia amb la Beta i va obtenir la seva primera victòria al campionat als Estats Units. El seu quart lloc final igualava la millor posició d'un català al mundial fins aleshores, aconseguida per 
Toni Gorgot el 1982. Tarrés va guanyar el títol l'any següent, el primer de la seva llarga llista de set.

## Novetats

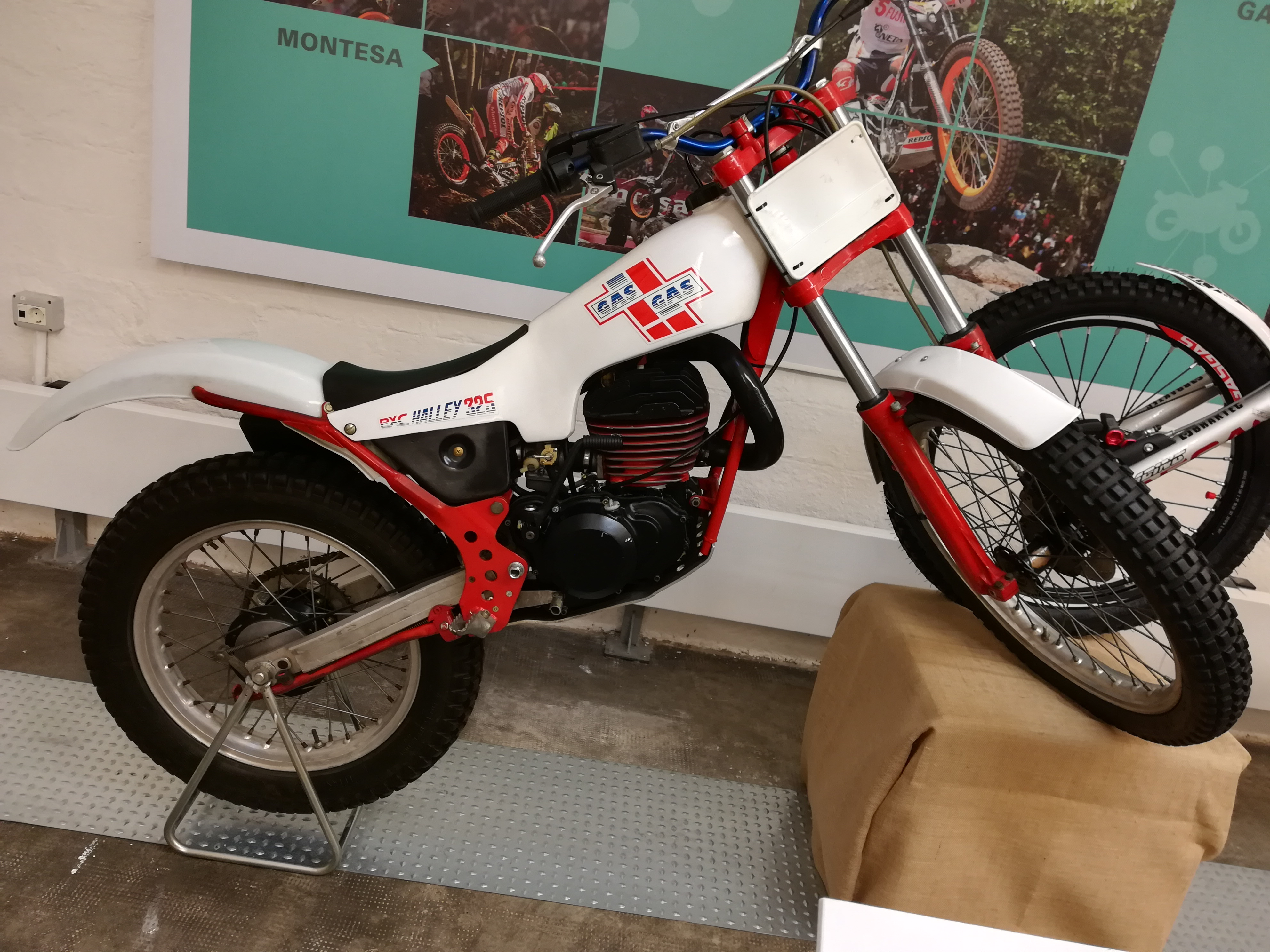
La primera Gas Gas de trial, la Halley 325 de 1985

Bernie Schreiber tornava al campionat després del seu any en blanc el 1985 a causa de la poc competitiva Garelli. Ara ho feia amb una Yamaha, la mateixa moto que pilotava el seu cunyat, Gilles Burgat. Donato Miglio va ocupar el lloc de Schreiber a Garelli i va sorprendre en acabar el mundial en desena posició i obtenir un inesperat segon lloc a Finlàndia.
Pascal Couturier va canviar a JCM i va donar a la marca francesa el seu millor resultat al mundial, un vuitè lloc final. D'altra banda, el 1986 va ser l'any del debut internacional de Gas Gas, una nova moto catalana que havia estat desenvolupada a Salt l'any anterior. El primer pilot del seu incipient equip de competició va ser Gabino Renales, qui ja a la primera prova del campionat, Bèlgica, va obtenir punts en acabar-hi setè.

## Sistema de puntuació
Barem de puntuació a partir de 1984:
| Posició | 1  | 2  | 3  | 4  | 5  | 6  | 7 | 8 | 9 | 10 | 11 | 12 | 13 | 14 | 15 |
| Punts   | 20 | 17 | 15 | 13 | 11 | 10 | 9 | 8 | 7 | 6  | 5  | 4  | 3  | 2  | 1  |

## Calendari
| Ronda | Data         | Prova         | Lloc                 | Guanyador       |
| ----- | ------------ | ------------- | -------------------- | --------------- |
| 1     | 9 de març    | Bèlgica       | Bilstain             | Eddy Lejeune    |
| 2     | 16 de març   | Gran Bretanya | Pateley Bridge       | Steve Saunders  |
| 3     | 22 de març   | Irlanda       | Newtownards          | Thierry Michaud |
| 4     | 13 d'abril   | Espanya       | Peramola             | Eddy Lejeune    |
| 5     | 27 d'abril   | França        | Massais              | Thierry Michaud |
| 6     | 1 de juny    | Estats Units  | Mount Vernon         | Jordi Tarrés    |
| 7     | 8 de juny    | Canadà        | Ioco                 | Eddy Lejeune    |
| 8     | 29 de juny   | Alemanya      | Sulz am Wildberg     | Steve Saunders  |
| 9     | 6 de juliol  | Àustria       | Heinrichs bei Weitra | Steve Saunders  |
| 10    | 13 de juliol | Itàlia        | Sestriere            | Eddy Lejeune    |
| 11    | 17 d'agost   | Suècia        | Hudiksväll           | Steve Saunders  |
| 12    | 24 d'agost   | Finlàndia     | Vantaa               | Thierry Michaud |

Notes
1. ↑  A la Colúmbia Britànica
2. ↑  A la Baixa Àustria
3. ↑  Al comtat de Gävleborg

## Classificació final
| Posició | Pilot              | Motocicleta | Punts |
| ------- | ------------------ | ----------- | ----- |
| 1       | Thierry Michaud    | Fantic      | 197   |
| 2       | Steve Saunders     | Honda       | 187   |
| 3       | Eddy Lejeune       | Honda       | 183   |
| 4       | Jordi Tarrés       | Beta        | 140   |
| 5       | Philippe Berlatier | Aprilia     | 134   |
| 6       | Diego Bosis        | Montesa     | 117   |
| 7       | Bernie Schreiber   | Yamaha      | 75    |
| 8       | Pascal Couturier   | JCM         | 73    |
| 9       | Renato Chiaberto   | Fantic      | 72    |
| 10      | Donato Miglio      | Garelli     | 64    |
|         |                    |             |       |
| 14      | Gabino Renales     | Gas Gas     | 29    |
| 15      | Andreu Codina      | Montesa     | 28    |
|         |                    |             |       |
| 17      | Lluís Gallach      | Montesa     | 17    |
|         |                    |             |       |
| 21      | Joan Freixas       | Merlin      | 4     |